# Static Prevails
Static Prevails é o segundo álbum de estúdio da banda Jimmy Eat World, lançado a 23 de Julho de 1996.
Em 2007, o disco foi reeditado com faixas bónus.

## Faixas
Todas as faixas por Jimmy Eat World.
1. "Thinking, That's All" – 2.52
2. "Rockstar" – 3.48
3. "Claire" – 3.40
4. "Call It in the Air" – 3.01
5. "Seventeen" – 3.34
6. "Episode IV" – 4.29
7. "Digits" – 7.29
8. "Caveman" – 4.35
9. "World Is Static" – 3.57
10. "In the Same Room" – 4.57
11. "Robot Factory" – 3.59
12. "Anderson Mesa" – 5.14

### Reedição de 2007
1. "77 Satellites"
2. "What Would I Say to You Now"

## Recepção da crítica
Static Prevails recebeu críticas mistas dos especialistas. Mike DaRonco, escrevendo para a AllMusic, afirmou: "o que Static Prevails essencialmente falta é a maturidade de composição que Jimmy Eat World poderia ter aperfeiçoado; mas é quase como se os chefes de estúdio da gravadora não os deixassem, para que houvesse mais espaço para canções pop favoráveis ao rádio. No final ninguém ganhou." Harry Guerin, da RTÉ, afirmou que o disco era "em grande parte um registro emo de livro didático" que "nunca realmente mantém sua atenção durante todo o tempo". De acordo com Guerin, o álbum têm "muitos exemplos de riffs que soam familiares e vocais exagerados [...] para serem convincentes". A equipe doThe Rolling Stone Album Guide afirmou que Static Prevails "muito de sua era", completando dizendo "vocais carregados de ansiedade, letras de melodrama suburbano e guitarras punk gritando". Tim Nelson, para a BBC Music, escreveu que o título do álbum era "irônico". Segundo ele, a música "cruza o abismo entre a indulgência indie e paparazzi corporativo sugador de almas com aprumo".
Michael Carriere viu os álbuns Static Prevails e Clarity como marcos da "segunda onda emo". Em 2012, Jason Heller da The A.V. Club disse: "assim como tantas bandas punk que assinaram contrato com um major durante aquela década, Jimmy Eat World ganhou poucos e preciosos novos fãs - e perdeu muitos fãs antigos - com  Static Prevails ."

## Créditos
- Tom Linton - Guitarra, vocal
- Jim Adkins - Guitarra, vocal
- Zach Lind - Bateria, acordeão, concertina
- Rick Burch - Baixo
- Eric Richter - Vocal de apoio
- Sarah Pont - Violino